# Thédirac
Thédirac är en kommun i departementet Lot i regionen Occitanien i södra Frankrike. Kommunen ligger i kantonen Salviac som tillhör arrondissementet Gourdon. År 2022 hade Thédirac 298 invånare.

## Befolkningsutveckling
Antalet invånare i kommunen Thédirac
| Referens: INSEE |